# ویلا نوا د فوز کوا
شهر ویلا نوا د فوز کوا (به پرتغالی: Vila Nova de Foz Côa) در ویلا نوا د فوز کوا در کشور پرتغال واقع شده‌است. جمعیت این شهر ۳٬۳۰۳ نفر است. در تاریخ ۱۲ ژوئیه ۱۹۹۷ به عنوان شهر شناخته شد.